# George Niederauer
George Hugh Niederauer (ur. 14 czerwca 1936 w Los Angeles, zm. 2 maja 2017 w San Rafael) – amerykański duchowny katolicki, arcybiskup San Francisco w latach 2005–2012.

## Życiorys
Urodził się jako jedyne dziecko George’a i Elaine Niederauer. Uczęszczał do St. Anthony High School, gdzie jego kolegą był William Levada, obecny kardynał i prefekt Kongregacji Nauki Wiary. Rozpoczął następnie studia na Stanford University, ale po pierwszym roku przeniósł się do Seminarium św. Jana w Camarillo. W roku 1959 uzyskał licencjat z filozofii. Kształcił się dalej m.in. na Katolickim Uniwersytecie Ameryki. Na University of Southern California uzyskał doktorat z literatury angielskiej. 30 kwietnia 1962 otrzymał święcenia kapłańskie. Pracował następnie duszpastersko w rodzinnym mieście. W roku 1984 otrzymał tytuł prałata. W latach 1987–1992 rektor swego alma mater - Seminarium św. Jana.
3 listopada 1994 otrzymał nominację na biskupa diecezji Salt Lake City. Sakry udzielił mu kardynał Roger Mahony. 15 grudnia 2005 mianowany następcą swego kolegi, abpa Levady, w San Francisco. W Amerykańskiej Konferencji Biskupów Katolickich zasiadał w komisji ds. komunikacji. Był również członkiem Papieskiej Rady ds. Środków Społecznego Przekazu.
27 lipca 2012 przeszedł na emeryturę a jego następcą został bp Salvatore Cordileone. Zmarł 2 maja 2017 w San Rafael. 